# Coupe des Pays-Bas de football 1985-1986
Navigation
Édition précédente Édition suivante
La Coupe des Pays-Bas de football 1985-1986, nommée la KNVB beker, est la 68e édition de la Coupe des Pays-Bas. La finale se joue le 28 mai 1986 au stade De Meer à Amsterdam.
Le club vainqueur de la coupe est qualifié pour la Coupe d'Europe des vainqueurs de coupe de football 1986-1987.

## Finale
L'Ajax Amsterdam gagne la finale contre le RBC Roosendaal et remporte son dixième titre. La rencontre s'achève sur le score de 3 à 0, tous les buts sont marqués en deuxième mi-temps avec un doublé de John Bosman, dont son premier but dès son entrée sur le terrain.